# Портрет на млад мъж, седнал върху килим
„Портрет на млад мъж седнал върху килим“ (на италиански: Ritratto di giovane seduto con tappeto) е картина на италианския художник Росо Фиорентино от 1525 – 1527 г. Картината (120 x 86 см) е изложена в Зала 10 на Национален музей „Каподимонте“ в Неапол. Използваната техника е маслени бои върху дърво.

## История
Картината идва от колекцията на Фулвио Орсини и не се изключва възможността тя да е рисувана в периода на престоя на Росо Фиорентино в Замъка в Черветери като гост на херцогския клон Ангуилара на Орсини или след това. Спомената в инвентар от 1600 г., като негова творба, но 50 год. по-късно, тя е приписана на Тициан. С посредничеството на Фулвио Орсини (библиотекар на Фарнезе) тя влиза в Колекция „Фарнезе“ в Парма като произведение на Пармиджанино.
Както е известно, повечето експонати от Колекция „Фарнезе“ пристигат в Неапол през 1739 г. През 1940 г. Роберто Лонги (италиански хуманист, историк и археолог) признава картината за произведение на художника Росо Фиорентино.

## Описание
Въпреки полуготовото състояние картината се счита за шедьовър в портретното изкуство. Изобразен е млад мъж, който седи на малка масичка, покрита с килим. Едната му ръка е свита в лакътя и е подпряна на хълбока, а в другата си ръка държи книга. Тази поза е заимствана от Аньоло Брондзино в картината му Портрет на млад мъж с книга. Изразителен е ефектът от силната светлина, падаща върху лицето, като го откроява и му придава вид на скулптура. Ефектът е използван от Пармиджанино, с когото Росо Фиорентино се запознава при престоя си в Рим.
За да изведе главния герой на преден план, фонът е тъмен, но може да се видят някои подробности от стаята, вероятно спалня: отляво има зелена завеса с червеникава лента, портал; отдясно се вижда икона на Мадоната с Младенеца на златен фон, завита завеса, а може би гоблен и неслучайно нар, често използван, за да символизира единството на Църквата, и следователно уместен в случая с млад мъж, предназначен да командва войници, а защо не и да бъде бъдещ папа. До заключението за военна служба водят някои подробности, които могат да се видят на гоблена: като малка глава на кон и други недостатъчно четливи фигури. Младият мъж е облечен в тъмен панталон, а в допълнение към бялата риза е с туника и шапка. За онези години това е най-скъпото облекло на мода сред аристокрацията. Също и кавказкият килим, който се вижда под мъжа, е екзотичен детайл, изясняващ богатството на семейството му.